# Дімерсвіль
Дімерсвіль (нім. Diemerswil) — громада  в Швейцарії в кантоні Берн, адміністративний округ Берн-Міттельланд.

## Географія
Громада розташована на відстані близько 9 км на північ від Берна.
Дімерсвіль має площу 2,9 км², з яких на 6% дозволяється будівництво (житлове та будівництво доріг), 73,8% використовуються в сільськогосподарських цілях, 20,2% зайнято лісами, 0% не є продуктивними (річки, льодовики або гори).

## Демографія
2019 року в громаді мешкало 204 особи (-0,5% порівняно з 2010 роком), іноземців було 2%. Густота населення становила 71 осіб/км².
За віковим діапазоном населення розподілялося таким чином: 23,5% — особи молодші 20 років, 61,3% — особи у віці 20—64 років, 15,2% — особи у віці 65 років та старші. Було 73 помешкань (у середньому 2,8 особи в помешканні).
Із загальної кількості 69 працюючих 40 було зайнятих в первинному секторі, 11 — в обробній промисловості, 18 — в галузі послуг.